# Romania ai VII Giochi olimpici invernali
La Romania partecipò ai VII Giochi olimpici invernali, svoltisi a Cortina d'Ampezzo, Italia, dal 26 gennaio al 5 febbraio 1956, con una delegazione di 19 atleti impegnati in quattro discipline.